# TBV Lemgo
| TBV Lemgo | TBV Lemgo       |
| --- | --------------- |
| Nadimak: | -/-             |
| Osnovan: | 2. rujna 1911.  |
| Boje kluba: | plavo-bijelo    |
| Trener: | Markus Baur     |
| Dvorana: | Lipperlandhalle |
| Sjedećih mjesta: | 5.000           |
| Sezona 2006./07.: |                 |
| Njemačko prvenstvo: | 7. mjesto       |
| Njemački kup: | četvrtfinale    |
| - Njemački prvaci 1997., 2003. - Njemački osvajači kupa 1995., 1997., 2002. - Pobjednik kupa kupova 1996. - Osvajači Superkupa Njemačke 1997., 1999., 2002., 2003. - EHF Kup 2006. |                 |

 TBV Lemgo je rukometni klub i natječe se u  Prvoj njemačkoj rukometnoj ligi.

## Poznati igrači koji su nastupali ili nastupaju za TBV Lemgo
- Markus Baur
- Marc Baumgartner
- Jochen Fraatz
- Christian Schwarzer
- Volker Zerbe

## Vanjske poveznice
- Službene stranice kluba
- Rukometni odjel